# Pieter Daens
Pieter Daens, of Pie Donsj in het Aalsters (Aalst, 10 juni 1842 – aldaar, 26 maart 1918) was een Belgisch uitgever en politicus voor de Christene Volkspartij.

## Levensloop
Pieter Daens volgde de basisschool in zijn geboortestad Aalst en werd vervolgens leerling-drukker en leerling-opsteller in enkele Aalsterse, Brusselse en Gentse bedrijven. Van 1870 tot aan zijn dood was hij zelfstandig drukker en uitgever van weekbladen en populaire publicaties waarvan hij meestal zelf de auteur was. Ook was hij vanaf 1865 actief in enkele katholieke cultureel-Vlaamsgezinde organisaties, waaronder het Davids Genootschap, dat in 1887 opgevolgd werd door Het Vlaamsche Taalgild. Van 1904 tot 1907 was hij lid van de Aalsterse afdeling van het Algemeen-Nederlands Verbond.
In 1870 werd hij drukker, hoofdredacteur en uitgever van het katholiek-Vlaamsgezinde weekblad Het Land van Aelst. Op 18 april 1876 huwde hij met Louise Mayart. Vanaf 1872 kwamen het aandelen van het blad stelselmatig in handen van de familie Daens en in 1897 werd Pieter Daens de volle eigenaar van het blad. Ook stichtte hij in 1892 het volkse en katholiek-Vlaamsgezinde weekblad De Werkman. Vanaf 1893 stelde hij Het Land van Aelst en De Werkman volledig in dienst van de opkomende christendemocratie.
Toen het socialisme naar zijn geboortestad kwam, begonnen Pieter en zijn broer, Adolf Daens, die pastoor was, te pleiten voor een christelijk socialisme. Via Het Vlaamsche Taalgild kwam Pieter Daens in contact met Roelanders, een groep christendemocraten uit de streek van Ninove en samen met hen en zijn broer Adolf stichtte hij op 15 april 1893 de Christene Volkspartij. Dit leidde tot een definitieve breuk tussen Daens en de Aalsterse conservatief-katholieken. Die breuk liep ook dwars door Het Vlaamsche Taalgild, waardoor de nauwe band tussen Daens en de conservatief-katholieke Vlaamsgezinden al snel verloren ging.
Van 1904 tot 1918 zetelde Daens in opvolging van Aloys De Backer voor het arrondissement Aalst in de Kamer van volksvertegenwoordigers. Bovendien was hij van 1911 tot 1918 gemeenteraadslid van Aalst. Na de dood van zijn broer Adolf in 1907 werd hij de voornaamste leider van de Daensistische Beweging.
In 1905 ondertekende hij in de Kamer samen met zijn broer Adolf het eerste wetsvoorstel voor de vernederlandsing van de Rijksuniversiteit Gent. Tijdens de Eerste Wereldoorlog verzette Daens zich hardnekkig tegen het activisme.

## Historische context
Pieter Daens is ook de hoofdfiguur in Pieter Daens van Louis Paul Boon. Dit boek vormde de basis voor de film Daens van Stijn Coninx uit 1992 (met onder andere Jan Decleir als Adolf Daens), waarin de rol van Pieter Daens echter beperkter was.
In de musical Daens van studio100 speelde Jan Schepens (acteur) de rol van Pieter Daens. In schoolvoorstellingen speelde Jan Schepens (acteur) echter de rol van Adolf Daens. Normaal werd deze rol ingevuld door Peter Van De Velde (acteur). 
Door het boek van Boon en vooral door de film werd het historisch belang van de broers Daens enigszins uitvergroot. Hoewel figuren als Henri Carton de Wiart eigenlijk belangrijker waren voor de vroege christendemocratie, zijn de broers Daens vergroeid geraakt met het symbool van de vroege christendemocratie.
In 2005 werd hij genomineerd voor de titel De Grootste Belg, maar hij eindigde op nr. 152 buiten de officiële nominatielijst.
Het daensisme is mede naar hem vernoemd.